# Ausonium
Ausonium (ou ausénium symbole atomique Ao) était le nom attribué à l'élément de numéro atomique 93, maintenant connu sous le nom de neptunium. Il a été nommé d'après un nom grec de l'Italie, Ausonia.
La même équipe avait attribué le nom d'hespérium à l'élément 94, d'après Hesperia, un nom poétique de l'Italie. (L'élément 94 a ensuite été nommé plutonium).
La découverte de l'élément, qui est aujourd'hui discréditée, a été revendiquée par Enrico Fermi et une équipe de scientifiques de l'Université de Rome « La Sapienza » en 1934. La même année, Ida Noddack avait présenté des explications alternatives aux résultats des expériences de Fermi. À la suite de la découverte de la fission nucléaire en 1938, on s'est rendu compte que la découverte de Fermi était en fait un mélange de baryum, de krypton et d'autres éléments. L'élément de numéro atomique 93 a finalement été découvert quelques années plus tard et a reçu le nom de neptunium.
Les autorités fascistes de l'époque voulaient que l'un des éléments soit nommé littorio en honneur des lictores romains qui portaient les fasces, symbole que le fascisme s'était approprié.